# تاتیانا سیدورنکو
تاتیانا سیدورنکو (روسی: Татьяна Ивановна Сидоренко؛ زادهٔ ۴ ژوئیهٔ ۱۹۶۶) بازیکن والیبال اهل اتحاد جماهیر شوروی سوسیالیستی بود.